# Eddy Van Lancker
Eddy Van Lancker (Courtrai, 22 aprile 1956) è un sindacalista belga della Federazione Generale del Lavoro Belga (FGTB/ABVV).

## Biografia

### Origini
Eddy Van Lancker è il terzo figlio di una famiglia con sei figli. Suo padre era un metalmeccanico e sua madre una casalinga. All'età di quattordici anni ha iniziato a lavorare per il produttore di tappeti Prado. Lì assunse anche i suoi primi doveri sindacali, dal 1978 al 1989 era un rappresentante sindacale della compagnia ed era membro del comitato aziendale (OR) e del comitato per la prevenzione e protezione sul lavoro (CPBW).

### Sindacalista
Nel 1989 è stato eletto segretario regionale dell'ABVV centrale tessile, abbigliamento e diamante (TKD) per le Fiandre centrali e sud-occidentali. Ha ricoperto questa carica fino al 2001. In quell'anno è stato eletto segretario generale dell'ABVV per le Fiandre occidentali. In questa posizione ha rappresentato l'ABVV provinciale in vari consigli socioeconomici come la Società di sviluppo regionale (GOM), la Società di sviluppo provinciale (POM), il Partenariato regionale riconosciuto (ERSV), il Comitato consultivo economico regionale (RESOC) e il Consiglio socioeconomico della regione (SERR).
Nel 2006 è stato nominato segretario federale al congresso federale dell'ABVV. In tale veste è membro del Segretariato federale e dell'Ufficio federale. È anche membro degli equivalenti regionali, in particolare della segreteria e dell'ufficio dell'ABVV fiammingo. Come segretario federale della FGTB, siede in vari comitati di gestione socioeconomici come l'Ufficio nazionale per l'impiego (RVA), il Fondo di aiuti per la disoccupazione (HVW), l'Ufficio nazionale per le ferie annuali (RJV), Fondo chiusura imprese (FSO). Inoltre, è membro dell'Assemblea generale dell'Istituto nazionale per l'assicurazione di malattia e invalidità (RIZIV) ed è vicepresidente dell'Agenzia per lo sviluppo provinciale delle Fiandre occidentali. Nel 2013 è andato in pensione anticipata, è stato sostituito come segretario federale da Jef Maes.

### Politica
Nelle elezioni europee del 2014, è stato un lijstduwer nella lista elettorale sp.a Ha ottenuto 24.211 voti di preferenza, ma non è stato eletto.

### Vita privata
È il genero di Georges Derieuw.